# رابطة هواة جمع الطوابع المتميزين
رابطة هواة جمع الطوابع المتميزين، (RDP) وهم مجموعة من الهواة الحاصلين على جائزةٌ عالميةٌ لنشاطهم في جمع الطوابع، أنشأها مؤتمرُ هواة جمع الطوابع في بريطانيا العظمى عام 1921 لتكريمِ من ساهموا في تطويرِ هواية جمع الطوابع من خلال البحثِ أو الخبرةِ أو الخدمة. تتكونُ القائمةُ من خمسِ قطعٍ من الورقِّ يُضيفُ إليها الموقعونُ أسماءَهم. ويُضافُ إليها مُكرَّمون جددٌ سنويًا.

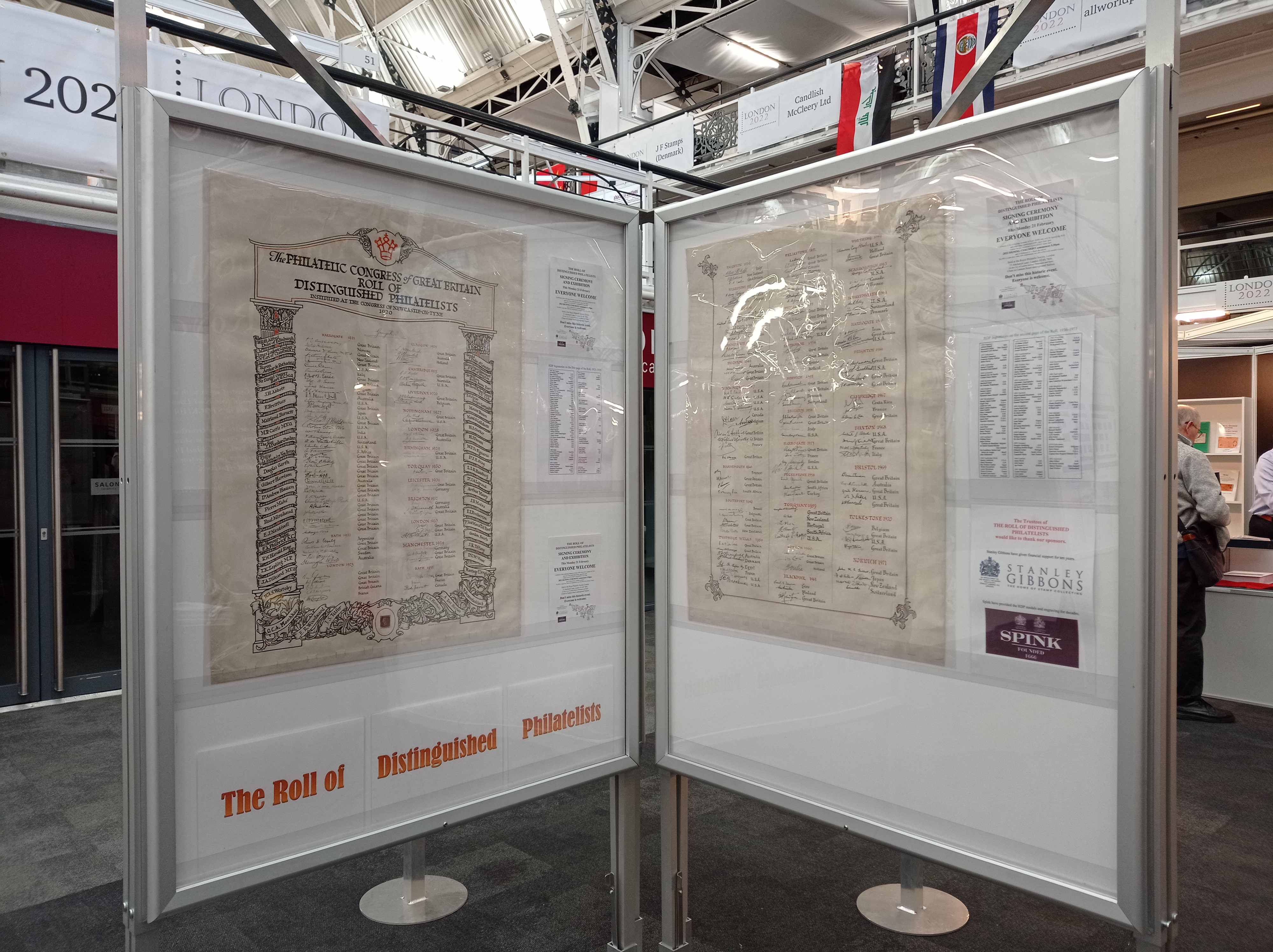
الصفحتان الأوليتان من قائمة المجموعة معروضتان في معرض لندن الدولي للطوابع البريدية، فبراير 2022.

## اختيار الموقعين
يمكن لمن ساهم في تطوير هواية جمع الطوابع من خلال أبحاثهم أو خبراتهم أو تبرعاتهم أن يكونوا مرشحين للتوقيع على القائمة إذا كانوا برعاية أحد الموقعين الحاليين. وفي السنوات الأربع التالية، يُقيّم المرشح مرة واحدة سنويًا مع المرشحين الحاليين الآخرين من قِبل لجنة انتخابية.

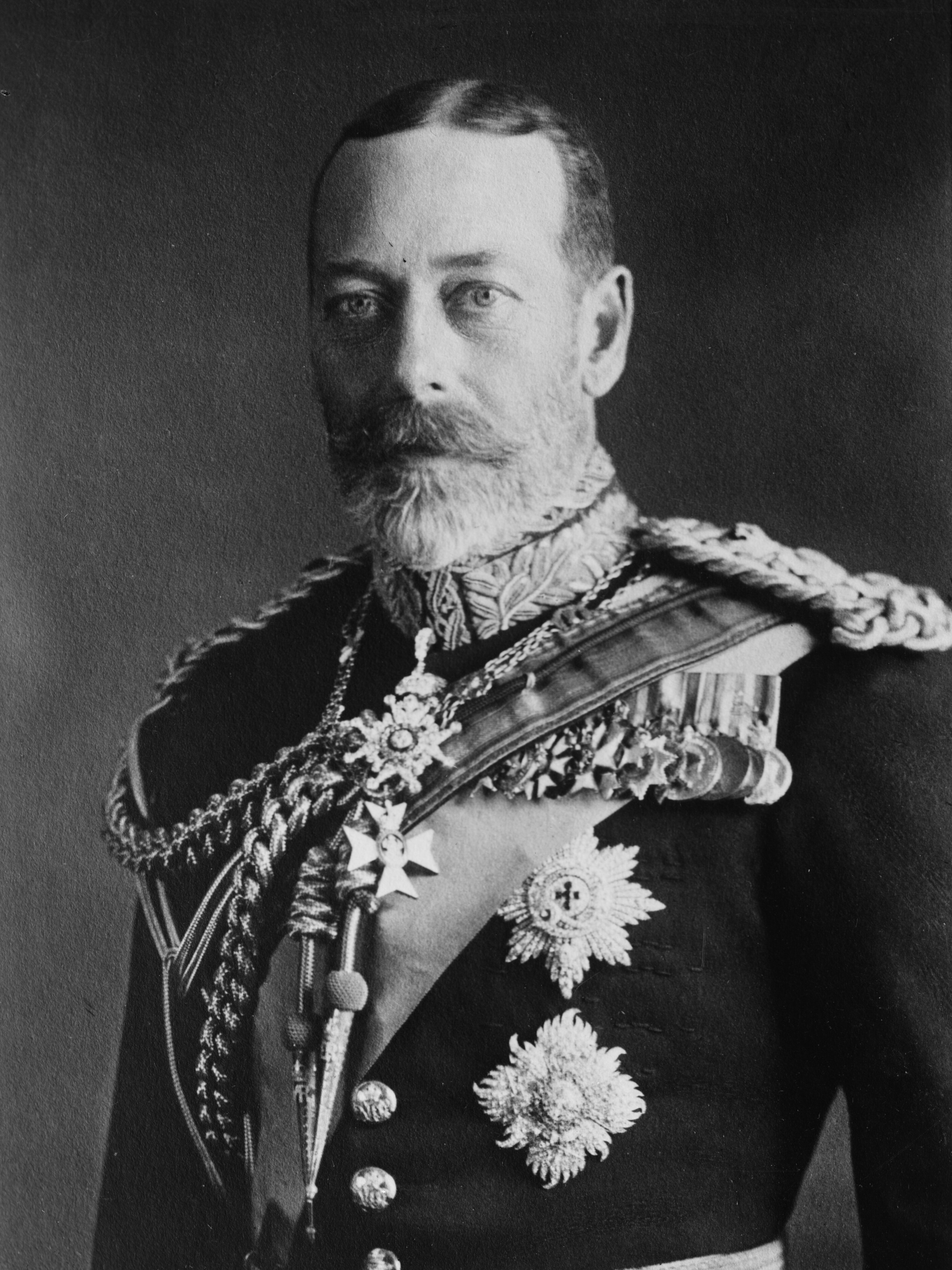
كان الملك جورج الخامس هو أول من وقع على هذه الوثيقة.

ينظم حفل التوقيع على القائمة في المؤتمر السنوي لهواة جمع الطوابع في بريطانيا العظمى.
وبموجب قواعد المؤتمر، يمكن للموقعين التحدث والتصويت أثناء المؤتمر.
لقد كرم اثنين وأربعين من هواة جمع الطوابع بعد وفاتهم في الصفحة الأولى من السجل باعتبارهم "آباء جمع الطوابع".
أُضيفت أربعة أسماء أخرى في عقد الخمسينيات من القرن العشرين أسفل الصفحة الأولى. في عام 1951، كُرِّم إدوارد ر. وودوارد (توفي عام 1931) وج. ستانلي تيلفر (توفي عام 1938) من قِبل مجلس الانتخاب لكونهما اثنين من أهم هواة جمع الطوابع وعضوين فيه. في عام 1956، ولأن المجلس كان متأكدًا من أنه كان سيُطلب منهما التوقيع على القائمة لو عاشا لفترة أطول، أُضيف أيضًا المواطن الأمريكي كلارنس دبليو. هينان والإسباني أ. تورت نيكولاو.

## تاريخ
في 30 أكتوبر/تشرين الأول 1919، اقترح بيرسي كوك بيشوب، عضو نادي لندن للطوابع، إنشاء "وسام الاستحقاق لهواة جمع الطوابع" لتكريم كُتّاب الطوابع. وسيُمنح هذا الوسام أهمية أكبر من جوائز الطوابع الحالية، وسيكون لهُ أهمية دولية. في أواخر عام 1919، عرض ف. هـ. فالنسي، رئيس النادي، الفكرة على قراء مجلتهِ "جامعي الطوابع". في مارس/آذار 1920، نشرت لجنة التحكيم المكونة من خمسة أشخاص قائمة بخمسة وعشرين اسمًا اختارتهم اللجنة من بين واحد وتسعين اسمًا أرسلها القراء والجمعيات البريطانية.
ومع ذلك، وللحصول على اعتراف رسمي، سمح نادي لندن للطوابع للأعضاء المنتسبين لمؤتمر هواة جمع الطوابع البريطاني لعام 1920 في نيوكاسل أبون تاين بتحديد مستقبل فكرة بيرسي كوك بيشوب. وشكلت لجنة فرعية لإيجاد اسم جديد ووضع قواعد لتسليم الجائزة.
في مؤتمر هاروغيت عام 1921، أُنشئت "قائمة هواة جمع الطوابع المتميزين" دون أي نقاش. وقد حصلت اللجنة الفرعية بالفعل على توقيع الملك جورج الخامس وهواة جمع الطوابع على الورق المطبوع، ودُعي أربعة وعشرون من الذين اختارتهم لجنة التحكيم الأولى وخمسة عشر من هواة جمع طوابع آخرين للتوقيع على القائمة في اليوم الأخير من المؤتمر.
ابتداءً من عام 1922، أصبح اختيار الموقعين سنويًا باستثناء الفترة بين مؤتمري 1940 و1946 بسبب نشوب الحرب العالمية الثانية.

## "آباء هواية جمع الطوابع"
طُبعت أسماء اثنين وأربعين من هواة جمع الطوابع المتوفين على صفحة السجل التي وُقّعت بين عامي 1921 و1935. ووُضعت الأسماء في الشرائط التي تُزيّن العمودين على جانبي الصفحة. وأُدرجت أسماءهم كـ"أوائل هواة جمع الطوابع".

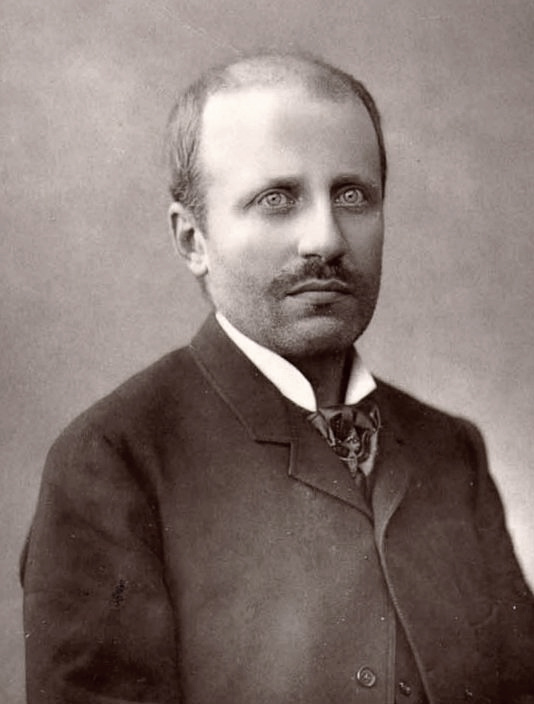
فيليب فون فيراري

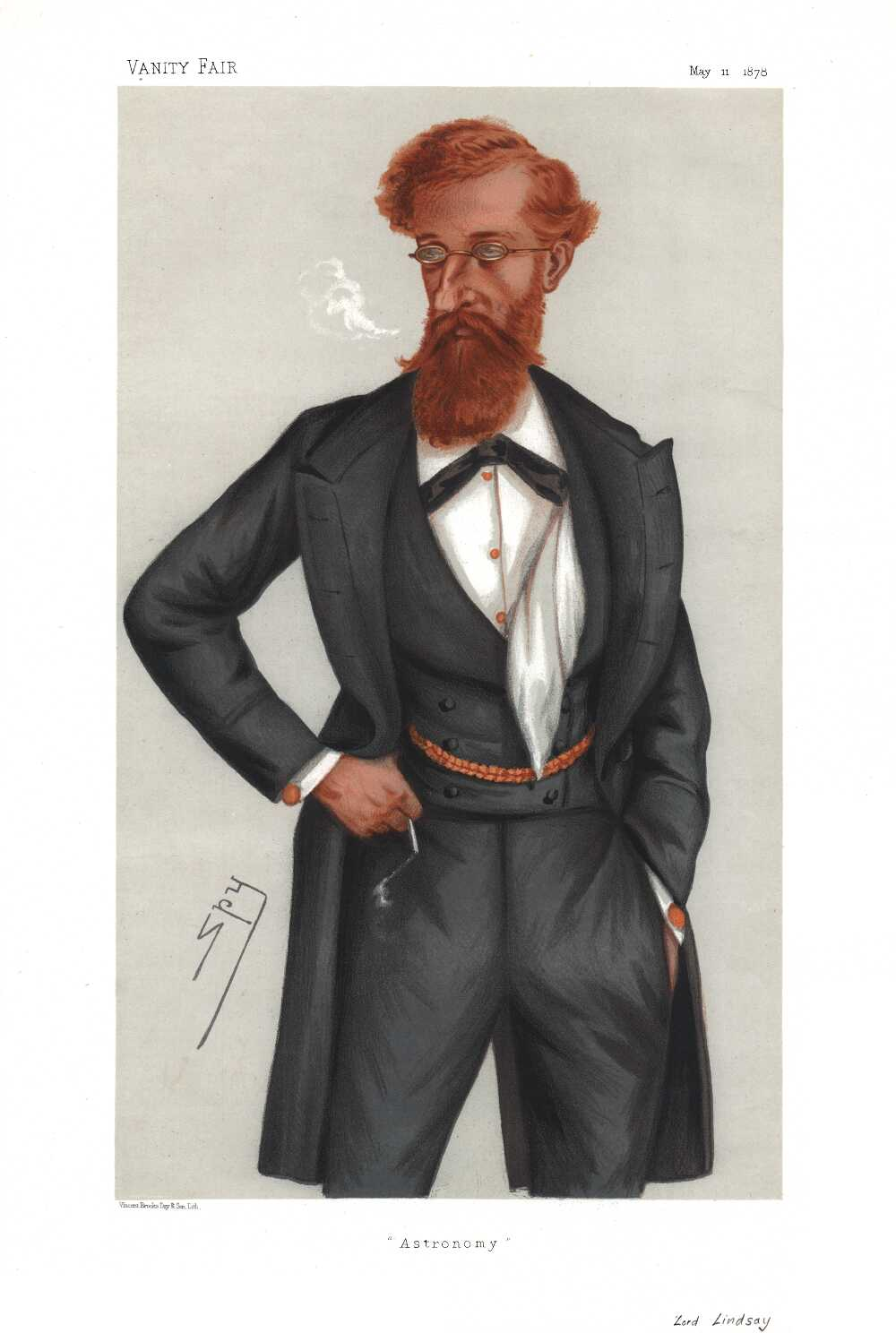
جيمس ليندسي، إيرل كروفورد السادس والعشرون

- جيمس هنري أبوت (1851-1914، المملكة المتحدة)، رائد جمع الطوابع.
- السير ويليام بيلبي أفيري (1854-1908، المملكة المتحدة)، مدير شركة دبليو آند تي أفيري المحدودة، وجامع طوابع عظيم.[14]
- فرانسوا جورج أوسكار بيرغر ليفرولت (1823-1906، فرنسا)، طوابعي ومن هواة جمع طوابع، ومؤلف أول فهرس طوابع عام 1862.[6]
- فريدريش أندرياس بريتفوس (1851-1911، روسيا)، أحد جامعي المقالات وقوالب النسخ التجريبية.[6]
- ماونت براون (1837-1919، المملكة المتحدة)، مؤلف فهرس طوابع بين عامي 1862 و1864.[15]
- ميتلاند بورنيت (1844-1918، المملكة المتحدة)، محرر مجلة "ذا فيليتيليك ريكورد".[15]
- غوستاف كاييبوت (1848-1894) ومارتيال كايبوت (1853-1910، فرنسا)، فنانان وجامعا طوابع.[15]
- مارسيلوس بورنيل كاسل (1849-1917، المملكة المتحدة)، رئيس الجمعية الملكية لهواة جمع الطوابع في لندن من عام 1913 إلى عام 1917، ورئيس تحرير مجلة "ذا لندن فيلاتليست".[15]
- دانيال كوبر (1821-1902، المملكة المتحدة)،[15] أول رئيس للجمعية الملكية لهواة جمع الطوابع في لندن من عام 1869 إلى عام 1878.
- هنري جاي كروكر (1861-1912، الولايات المتحدة)، جامع طوابع كبير.[15]
- جيه. أ. دنبار (1849-1905، المملكة المتحدة)، قس اسكتلندي، ذهبت مجموعته الأسترالية إلى متحف العلوم والفنون في إدنبرة.[16]
- هنري جيه. دوفين (مواليد هولندا)، جامع للطوابع مشهور.[15]
- ألفريد، دوق إدنبرة (1844-1900، المملكة المتحدة)، عم الملك جورج الخامس، الرئيس الفخري لجمعية هواة جمع الطوابع، لندن من عام 1890 إلى عام 1900.[15]
- فيليب لا رينوتيير فون فيراري[17] (حوالي 1859-1917، النمسا)،[15] مشتري ثري للطوابع والقرطاسية من عدة بلدان.
- دوغلاس غارث (15 مايو 1852 - 6 يناير 1900، المملكة المتحدة)، السكرتير الفخري لجمعية هواة جمع الطوابع، لندن من عام 1888 إلى عام 1894، جامع طوابع من الهند.[18]
- جون إدوارد غراي (1800-1875، المملكة المتحدة)، عالم حيوان في المتحف البريطاني، مؤلف كتاب "كتالوج يدوي لهواة جمع الطوابع".[15]
- جيلبرت هاريسون (1858-1894، المملكة المتحدة)، متخصص في أفغانستان والهند البرتغالية.[15]
- ليزلي ليوبولد رودولف هاوسبرغ (1872-1917، المملكة المتحدة)، السكرتير الفخري للجمعية الملكية لهواة جمع الطوابع في لندن من عام 1913 إلى عام 1917، متخصص في الطلاء.[15]
- أندرو هويسون (1850-1912، أستراليا)، متخصص في تاريخ البريد في نيو ساوث ويلز.[15]
- هنري كينغ-تينيسون، إيرل كينغستون الثامن (1848-1896، المملكة المتحدة)، رئيس الجمعية الملكية لهواة جمع الطوابع، لندن من عام 1892 إلى عام 1896.[15]
- جاك أمابل ليجراند (1820-1912، فرنسا)، رائد هواية جمع الطوابع في فرنسا، ومخترع مقياس التثقيب.[15]
- جيرالد فيتزجيرالد، دوق لينستر الخامس (1851-1897، المملكة المتحدة)، جامع طوابع أيرلندي بارز.[15]
- جيمس ليندسي، إيرل كروفورد السادس والعشرون (1847-1913، المملكة المتحدة)، رئيس الجمعية الملكية لهواة جمع الطوابع في لندن من عام 1910 إلى عام 1913،[15] عاشق للكتب، ومن أوائل من أدرجوا المقالات والنسخ في مجموعاته.
- بيير ماهي (1833-1913، فرنسا)، تاجر طوابع في باريس، مسؤول عن مجموعة فيليب فون فيراري.[15]
- ديفيد باركس ماسون (1857-1915، المملكة المتحدة)، متخصص في الهند.[15]
- آرثر موري (1844-1907، فرنسا)، تاجر طوابع في باريس، مؤلف وصحفي متخصص في هواة جمع الطوابع، محرر مجلة "Le Collectionneur de timbres-poste".[15]
- بول ميرابو (1848-1908، فرنسا)، متخصص في سويسرا.[15]
- جان بابتيست موينز (1833-1908، بلجيكا)، تاجر طوابع في بروكسل ومؤلف متخصص في علم الطوابع.[15]
- إدوارد ج. نانكيفيل (1848-1909، المملكة المتحدة)، صحفي، مؤسس مجلة "الطوابع البريدية" عام 1907، وجامع طوابع من الصين ونيوزيلندا وترانسفال.[15]
- ماريا باردو دي فيغيروا (1828-1918، إسبانيا)، من أوائل المتخصصين في العلامات البريدية.[15]
- إدوارد لوينز بيمبرتون (1844-1878، المملكة المتحدة)، تاجر طوابع ومؤلف متخصص في علم الطوابع، وعضو مؤسس في جمعية الطوابع، لندن.[15]
- فريدريك أدولفوس فيلبريك (1835-1910، المملكة المتحدة)، عضو مؤسس في جمعية الطوابع، لندن.[15]
- خوسيه ماركو ديل بونت (1851-1917، الأرجنتين)، متخصص في الأرجنتين وأمريكا اللاتينية.[15]
- آرثر دي روتشيلد (1851-1903، بلجيكا)، جامع طوابع غير مستخدمة صدرت بين عامي 1860 و1880.[15]
- هارولد رو (1840-1919، المملكة المتحدة)، جامع طوابع من سيام.[15]
- غوردون سميث (1856-1905، المملكة المتحدة)، متخصص في جنوب أستراليا ومدير ستانلي غيبونز.[15]
- توماس تابلينج (1855-1891، المملكة المتحدة)، رائد جمع الطوابع.
- جون كير تيفاني (1842-1897، الولايات المتحدة)، أول رئيس للجمعية الأمريكية لهواة جمع الطوابع، متخصص في الولايات المتحدة وعاشق للكتب.
- جون ألكسندر تيلارد (1850-1913، المملكة المتحدة)، السكرتير الفخري للجمعية الملكية لهواة جمع الطوابع في لندن من عام 1894 إلى عام 1913، وأمين الجمعية الملكية لهواة جمع الطوابع من عام 1910 إلى عام 1913.[15]
- تشارلز ويليام فينر (1812-1906، المملكة المتحدة)، جامع طوابع منذ عام 1860، كاتب في مقالات هواة جمع الطوابع، عضو مؤسس وأمين فخري للجمعية الملكية لهواة جمع الطوابع في لندن للفترة (1871-1874).[15]
- ويليام آموس سكاربورو ويستوبي (1815-1899، المملكة المتحدة)، صحفي متخصص في هواة جمع الطوابع.[15]
- هاستينغز إلوين رايت (1861-1897، المملكة المتحدة)، جامع طوابع بريطانية بحالة ممتازة.[15]

في عام 2021، اضيف اسمين جديدين إلى قائمة "آباء هواية جمع الطوابع" لتمثيل العديد من هواة جمع الطوابع الألمان والنمساويين الذين حذفوا بسبب المشاعر المعادية لألمانيا عندما وضعت هذهِ القائمة فورًا بعد نهاية الحرب العالمية الأولى:
- أوتو موسككاو (1848–1912، ألمانيا).[19]
- فيكتور سوبانتشيتش (1838–1919، النمسا).[19]

## قائمة أسماء الموقعين

### 1921

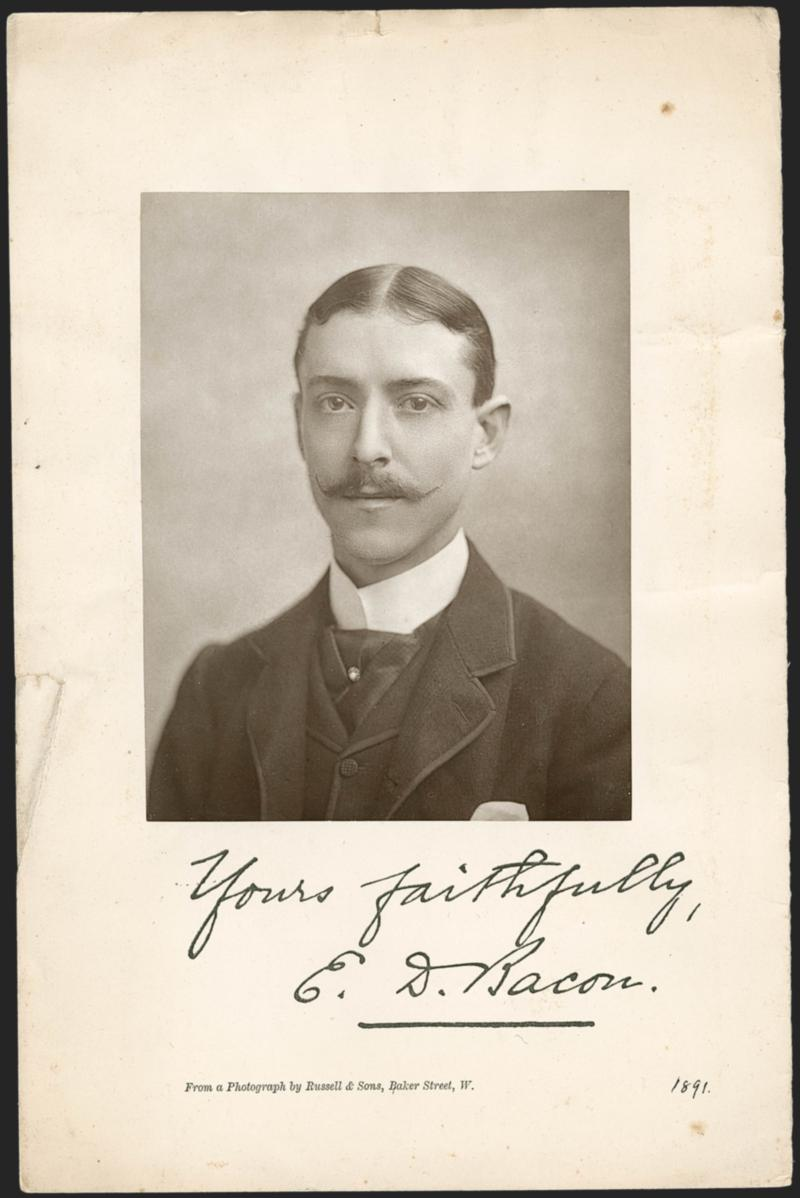
إدوارد ديني باكون (1860-1938)

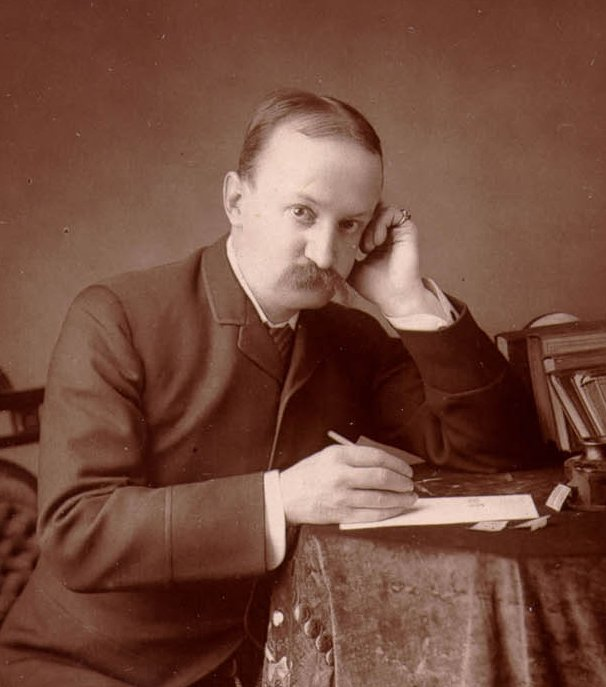
إدوارد ب. إيفانز

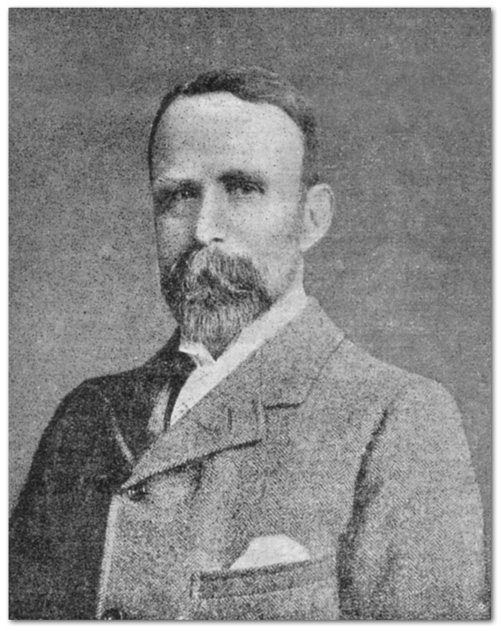
ويليام راسل لين-جوينت

من بين الأعضاء الأربعة والأربعين الموقعين، هناك أربع وعشرون عضواً من بين خمسة وعشرين اقترحتهم هيئة المحلفين الأولية في عام 1920:
- بيتر جون أندرسون (1853–1926، المملكة المتحدة)، عالم وهاوي جمع الطوابع وأدب الطوابع.[21]
- الدكتور جوستوس أندرسن (1867-1938، النرويج)، متخصص في جمع طوابع النرويج.[21]
- إدوارد ديني بيكون (1860-1938، المملكة المتحدة)، رئيس الجمعية البريدية في لندن من 1917 إلى 1923،[21] أمين مجموعة الطوابع الملكية من 1913 إلى 1938.
- آرثر توماس بيت (حوالي 1850-1922، نيوزيلندا)، متخصص في طوابع نيوزيلندا.[21]
- والتر دورنينج بيكتون (1866-1931، المملكة المتحدة)، رائد "الطوابعية العلمي" و"مدرسة مانشستر"، رئيس جمعية مانشستر للطوابع، ورئيس أول مؤتمر طوابعية في بريطانيا العظمى في 1909،[21] ورئيس الجمعية الملكية للطوابع في لندن من 1929 إلى 1931.
- كارول تشيس (1878-1960، الولايات المتحدة)، متخصص في طوابع الولايات المتحدة، رئيس الجمعية الأمريكية للطوابع في 1920 و1922.[21]
- إميليو دينا (1860-1941، إيطاليا)، متخصص في الطوابع الإيطالية.
- روبرت بريسكو إيري (1846-1928، المملكة المتحدة)، متخصص في الطوابع المزورة.[21]
- إدوارد بنيامين إيفانز (1846–1922، المملكة المتحدة).
- لويس هانسيو (1835–1924،[22] بلجيكا)، صهر وشريك جان بابتيست موينز.[21]
- هاري إل. هايمان (1850–1927، المملكة المتحدة).
- آرثر فرانسيس باسيت هال (1862-1945، أستراليا)، متخصص في طوابع المستعمرات الأسترالية.[21]
- كليفتون أ. هاوز (1860-1936، الولايات المتحدة)، متخصص في طوابع أمريكا الشمالية والمملكة المتحدة وبعض دول شرق آسيا، ورئيس الجمعية الأمريكية لهواة جمع الطوابع من عام 1915 إلى عام 1917.[21]
- ويليام راسل لين-جوينت (1855-1921، المملكة المتحدة)، أمين فخري لمجموعة دوق لينستر في متحف دبلن للعلوم والفنون.[21]
- أوميجيرو كيمورا (1869-1927، اليابان)، متخصص في طوابع اليابان، ورئيس جمعية يوراكو-كاي[23] من عام 1912 إلى عام 1927.[21]
- جون نيكولاس لوف (الولايات المتحدة)، عضو مؤسس لنادي هواة جمع الطوابع في نيويورك ورئيس الجمعية الأمريكية لهواة جمع الطوابع.[21]
- تشارلز جيمس فيليبس (1863-1940، المملكة المتحدة، ثم الولايات المتحدة)، مالك دار ستانلي غيبونز من عام 1890 إلى عام 1922، وكان حينها تاجر طوابع نادرة في نيويورك.[21]
- بيرترام ويليام هنري بول (1880-1950، الولايات المتحدة)، صحفي متخصص في هواة جمع الطوابع، متخصص في هايتي وأمريكا اللاتينية، وتاجر طوابع بعد عام 1916.[21]
- وينتر تشارلز رينوف (1868-1954، الهند)، متخصص في هواة جمع الطوابع في الهند البريطانية.[21]
- ويليام رينولدز ريكيتس (1869-1945، الولايات المتحدة)، عاشق للكتب.[21]
- أكسل دي رويترزكيولد (سويسرا)، متخصص في طوابع سويسرا.[21]

تشارلز إسترلي سيفيرن (الولايات المتحدة)، صحفي متخصص في هواة جمع الطوابع.
- إميل تامسن (1861-1957، جنوب أفريقيا)، متخصص في شئون أفريقيا البريطانية.[21]
- روبرت بليك ياردلي (1858-1943، المملكة المتحدة)، رئيس الجمعية الملكية لهواة جمع الطوابع في لندن من عام 1931 إلى عام 1934.[21]

اختارت لجنة التحكيم البريطاني أ. ب. كريك في عام 1920، ونستهُ اللجنة الفرعية لمؤتمر هواة جمع الطوابع في عام 1921.
أضافت اللجنة الفرعية خمسة عشر من هواة جمع الطوابع في عام 1921، مع أغلبية أكبر من البريطانيين مقارنة باختيار لجنة التحكيم في عام 1920.

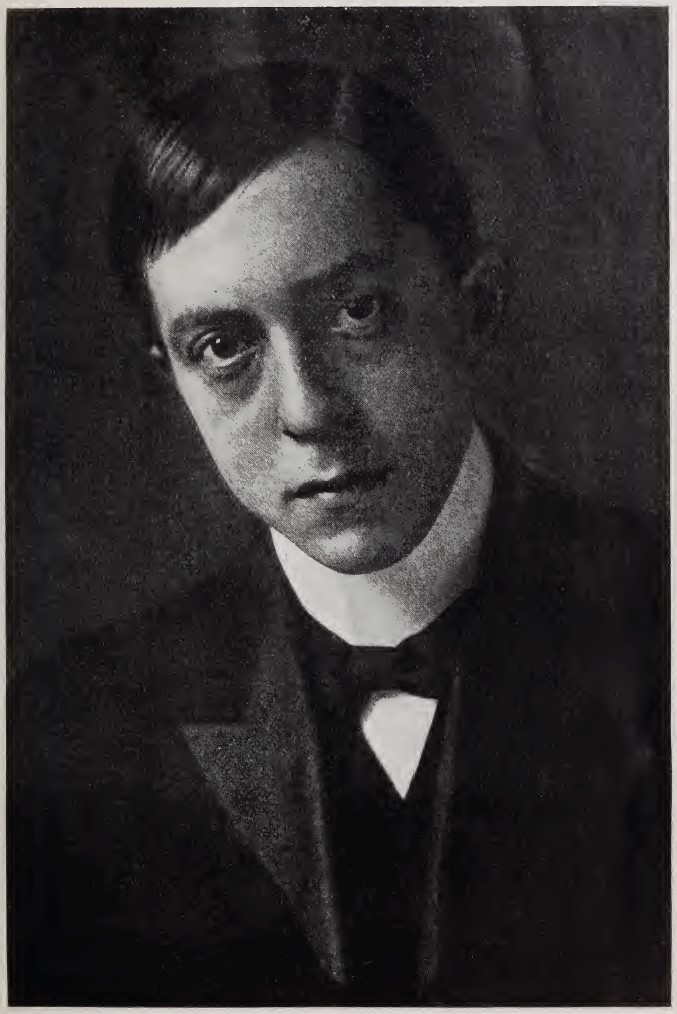
فريدريك جون ميلفيل

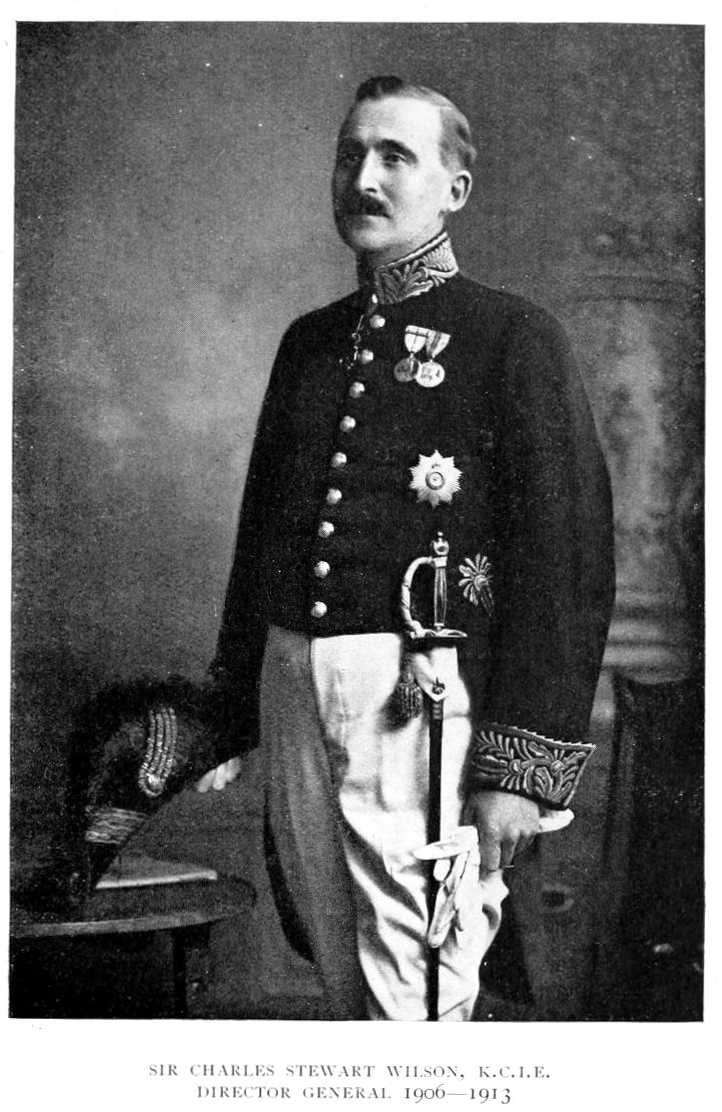
تشارلز ستيوارت ويلسون

- بيرسي كوك بيشوب (1869-1961، المملكة المتحدة)، صحفي متخصص في طوابع البريد ومقترح قائمة هواة جمع الطوابع المتميزين.[21]
- ليونيل ويليام فولشر (1865-1945، المملكة المتحدة)، أول منظم لمكتبة الجمعية الملكية لهواة جمع الطوابع في لندن، وكان أمينها الفخري من عام 1903 إلى عام 1928.[21]
- هوغو غريبرت (1867-1924، المملكة المتحدة)، تاجر طوابع بريدية ومؤلف من لندن.[21]
- توماس ويليام هول (1861-1937، المملكة المتحدة)، رئيس الجمعية الملكية لهواة جمع الطوابع في لندن من عام 1923 إلى عام 1929.[21]
- ديفيد هاورث هيل (1851-1926، أستراليا)، متخصص في طوابع ولاية فيكتوريا.[21]
- جون موريس مارسدن (1857-1939، المملكة المتحدة)، متخصص في البرتغال ومستعمراتها.[21]
- فريدريك جون ميلفيل (1883-1940،[21] المملكة المتحدة)، كاتب وعاشق للكتب، مؤسس جمعية هواة جمع الطوابع الصغار عام 1899.[21]
- فرانسيس جون هاميلتون سكوت نابير (1850-1929، المملكة المتحدة)، مؤلف.[21]
- تشارلز لاثروب باك (1857-1937،[21] الولايات المتحدة)، متخصص، من بين مواضيع أخرى، في الطوابع التي تحمل صورة الملكة فيكتوريا.
- بيرسيفال لوينز بيمبرتون (1875-1949، المملكة المتحدة)، تاجر طوابع ورئيس تحرير مجلة هواة جمع الطوابع في بريطانيا العظمى.[21]
- جون ووكر (1855-1927، المملكة المتحدة)، رئيس وأمين مكتبة فخري وأمين مجموعة الطوابع المزورة للجمعية الاسكتلندية لهواة جمع الطوابع.[21]
- آرثر جون وارن (1847-1930، المملكة المتحدة)، متخصص في شؤون هولندا ومستعمراتها.[21]
- هارولد ويليام ويسكوت (المملكة المتحدة)، متخصص في شؤون جبل طارق والمكاتب الخارجية في المغرب.[21]
- تشارلز ستيوارت ويلسون (1864-1950، المملكة المتحدة)، متخصص في شؤون الهند، والمدير العام للبريد والبرق الهندي.[21]
- أنتوني دي وورمز (1869-1938، المملكة المتحدة)، متخصص في شؤون سيلان.[21]

أخيرًا، قبل يوم حفل التوقيع الأول في 6 مايو 1921، كان الملك جورج الخامس أول من وقع على الجزء العلوي من القائمة ("جورج ر.إ."). وقد تمت دعوته للقيام بذلك لأنه، عندما كان دوق يورك، كان رئيسًا للجمعية الملكية لهواة جمع الطوابع في لندن من عام 1896 إلى عام 1910، وكان لا يزال جامعًا وهاوي جمع الطوابع بمساعدة الراحلين جون ألكسندر تيليارد وإدوارد ديني بيكون.

### عشرينيات القرن العشرين
- ريكاردو ديليكابي (1922)
- برترام ماكجوان (1922)
- هربرت أولدفيلد (1922)
- نيلز ستراندل (1922)
- هنري لوك وايت (1922)
- وليام ج. كوكرين (1923)
- آرثر د. فيرجسون (1923)
- بنجامين جودفيلو (1923)
- موريس لانجلوا (1923)
- تشارلز نيسن (1923)
- لورنس بيرد (1924)
- هنري مانوس (1924)
- وليام راندل (1924)
- إبراهام هاتفيلد (1925)
- جورج هيجليت (1925)
- إدوارد فان وينين (1925)
- جون هنري تشابمان (1926)
- بول دي سميث (1926)
- إرنست فلويد (1927)
- ألفريد ليختنشتاين (1927)
- بيرسي دي فورمز (1928)
- ألبرت ديريك (1928)
- لويس إي. برادبري (1928)
- توماس تشارلتون هنري (1929)

### ثلاثينيات القرن العشرين
- ويليام هادلو (1930) مؤلف طوابع بريدية ومزاد طوابع بريدية. (1930) [26]
- هربرت مونك (1931)
- جيمس بنيامين سيمور (1931)
- هاينرش كولر (1932)
- فريدريش سي. كريشوف (1932)
- لويس مينرتزهاجن (1932)
- حيرام إدموند ديتس (1933)
- فرانك جوكس بيبلو (1933)[27]
- ألكسندر جوزيف سيفي (1933)
- تشارلز دبليو. كروفورد (1934)
- جورج جينجر (1934)
- فرانز كالكهوف (1934)
- جون مورتون إيفانز (1935)
- جان إل. فرانسوا (1935)
- فريدريك جاريت (1935)
- ألبرتو بولافي (1936)
- ريموند جيه. كولينز (1936)
- سيريل إس. مورتون (1936)
- ثيودور شامبيون (1937)
- فريدريك إس. فيليبس (1937)
- جيمس ر. بورفز (1937)
- صموئيل تشابمان (1938)
- وينيفريد بن-جاسكيل (1938)
- غي دي فايول (1939)
- دينيس ر. مارتن (1939)

### أربعينيات القرن العشرين
- برنهارد جرانت (1940)
- نيكولاس ووترهاوس (1940)
- هربرت سي. آدامز (1946)
- لويس غودن (1946)
- جيمس سي. مورسيل (1946)
- جيمس ألكسندر كالدر (1947)
- هيو م. كلارك (1947)
- أندريه دي كوك (1947)
- أدريان إي. هوبكنز (1947)
- هنري كاستلر (1947)
- إتش. ل. ليندكويست (1947)
- إريك دبليو. مان (1947)
- ويليام ميلنز مارسدن (1947)
- جيمس ستار (1947)
- ثيودور ستاينواي (1947)
- إيمي برون (1948)
- صموئيل غرافسون (1948)
- هنري ر. هارمر (1948)
- هارفي بيري (1948)
- وليام بيام (1949)
- إيتيان كوربيسير دي مولتسارت (1949)
- روبرت هيتون رودس (1949)
- خوسيه يواكيم مونيز دي أراغاو (1949)
- جون ك. سايدبوتوم (1949)

### خمسينيات القرن العشرين
- ستانلي ب. أشبروك (1950) (الولايات المتحدة)، كاتب كتب مرجعية والعديد من المقالات حول قضايا الولايات المتحدة الأمريكية المبكرة.